# Evangelii Härold
Evangelii Härold, veckotidning för andlig väckelse och fri mission. Den utgavs från början av Filadelfiaförsamlingen i Stockholm med sitt första nummer den 9 december 1915. I den första redaktionen fanns Alfred Gustafson, Lewi Pethrus och Arthur Hultling (den äldre). Författaren Sven Lidman var under många år tidningens färgstarke chefredaktör. Tidningen lades ner 1993, och ersattes av i veckomagasinet Petrus.

## Redaktör/chefredaktör
- 1916–1922 Alfred Gustafson (red) och Lewi Pethrus (red)
- 1922–1944 Sven Lidman (red) och Lewi Pethrus (red)
- 1945–1945 Sven Lidman (red), Lewi Pethrus (red) och Walter Axelsson (red)
- 1946–1948 Sven Lidman (red)
- 1948–1948 Zander Åberg (andre red)
- 1948–1950 Gösta Borgström (andre red)
- 1950–1952 Allan Törnberg (red), Gösta Borgström (red) och Axel Blomqvist (red)
- 1952–1960 Gösta Borgström (red)
- 1960–1974 Willis Säwe (huvudred)
- 1974–1975 Arne Eklund (huvudred sedan chefred)
- 1975–1975 Arthur Sundstedt (chefred)
- 1976–1979 Birger Thureson (chefred)
- 1979–1980 Rune Jonsson (tf chefred)
- 1980–1981 Birger Thureson (chefred)
- 1981–1981 Jörgen Källmark (tf chefred)
- 1981–1982 Olof Djurfeldt (tf chefred)
- 1983–1990 Christer Thyr (chefred)
- 1990–1993 Daniel Wärn (chefred)

## Ansvarig utgivare
- 1916–1922 Alfred Gustafson
- 1922–1940 Lewi Pethrus
- 1940–1948 Sven Lidman
- 1948–1956 Allan Törnberg
- 1956–1960 Lewi Pethrus
- 1960–1974 Willis Säwe
- 1975–1979 Karl-Erik Heinerborg
- 1979–1979 Rune Jonsson (tf)
- 1979–1991 Karl-Erik Heinerborg
- 1991–1992 Daniel Wärn (tf)
- 1992–1993 Daniel Wärn